# Dactylopius tomentosus
Dactylopius tomentosus är en insektsart som först beskrevs av Lamark 1801.  Dactylopius tomentosus ingår i släktet Dactylopius och familjen Dactylopiidae. Inga underarter finns listade i Catalogue of Life.